# Europski trg (Zagreb)
Europski trg jest trg u zagrebačkoj četvrti Gornji grad – Medveščak. Do trga vode Vlaška, Cesarčeva i Kurelčeva ulica, a nalazi se nedaleko Trga bana Jelačića. Na trgu je smještena Kuća Europe, kao i znamen ulaska u Europsku uniju.
Trg je formiran kao pješačka zona na inicijativu Branka Silađina, koji je gradsku upravu razuvjerio od zadržavanja automobilskog prometa kroz Cesarčevu i Vlašku ulicu te stvorio konačni projekt trga. Prvotna rješenja trga sadržavala su spomenik s elementima vode, no s vremenom je on zamijenjen Znamenom ulaska u EU – žutom zvijezdom na kojoj se nalazi crvena kocka s datumom pristupanja Hrvatske Europskoj uniji. Projekt je zbog nedostatka javnog natječaja te »kičastih« znamena i rasvjetnih stupova bio kritiziran, iako je pohvale dobila ideja i izvedba pješačke zone s drvoredima.

## Imenovanje
S činom otkrivanja ploče, 25. ožujka 2017. s imenom trga obilježena je i 60. godišnjica potpisivanja Rimskih ugovora kojima su uspostavljene Europska ekonomska zajednica i Europska zajednica za atomsku energiju, preteče današnje Europske unije.
Voditelj Predstavništva Europske komisije u Hrvatskoj Branko Baričević podsjetio je kako je još 2014. godine kada je otvorena Kuća Europe, koju dijele Europska komisija i Europski parlament, postojala ideja da se prostor ispred nje nazove Europskim trgom.
Po njegovim riječima, upravo u ovom trenutku predsjednici vlada i država članica donose novu deklaraciju za budućnost 27 zemalja Europe, pod geslom »Mir, demokracija i solidarnost«, a drago mu je što je Zagreb sa svojom europskom tradicijom simboličnom pločom to obilježava.